# Adanaspor
El Adanaspor es un equipo de fútbol de Turquía que juega en la TFF Segunda División, la tercera categoría de fútbol en el país.

## Historia
Fue fundado en el año 1954 en la ciudad de Adana por Mehmet Sanlitürk, Mustafa Bekbas, Erol Erk, Ali Gedikbas y Dr. Muzaffer Eraslan con los colores amarillo y azul marino y eran un equipo aficionado hasta 1966, ya que en ese año se fusionaron con Akinspor y Torosspor para ser un equipo profesional, y con la fusión, cambiaron sus colores a anaranjado y blanco y el cambio se debe a que la ciudad de Adana se produce algodón y naranja, alcanzando la Superliga de Turquía por primera vez en 1971, la cual han disputado en 16 ocasiones sin ser campeón aún, aunque han ganado 1 subcampeonato.
En el nuevo milenio, el equipo perdió el rumbo y en el año 2005 se declaró en bancarrota, relegado a la TFF Tercera División, pero desde 2016 juega en la Superliga de Turquía.
A nivel internacional ha participado en 3 torneos continentales, donde nunca ha podido superar la Primera ronda.

## Estadio

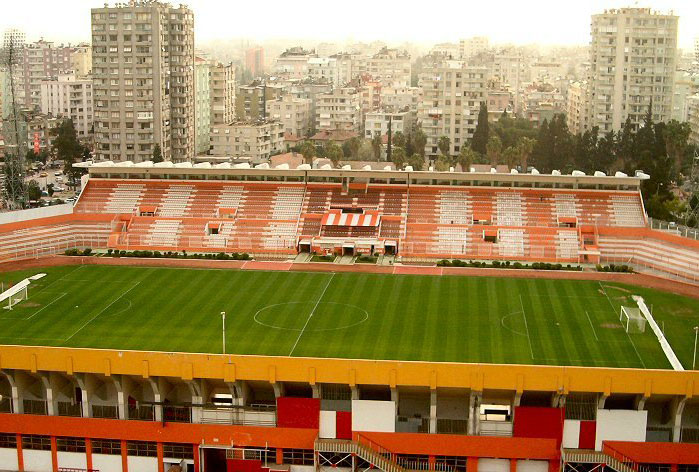
Estadio Adana 5 Ocak

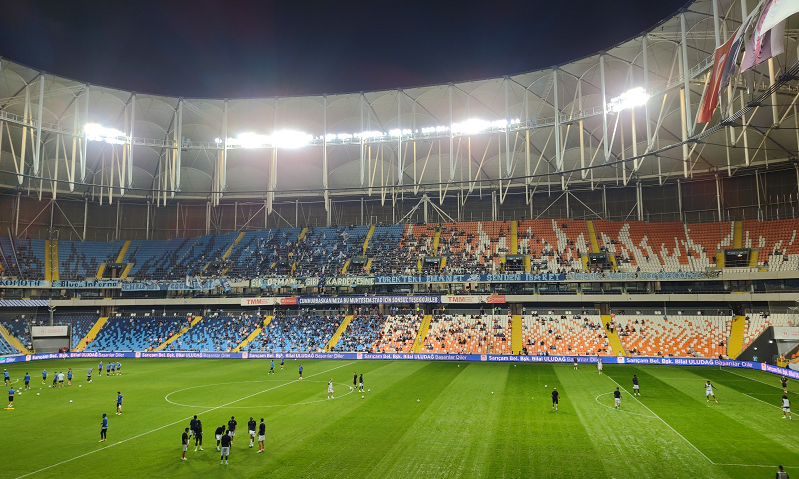
Nuevo Estadio de Adana

A partir de febrero de 2021, juega sus partidos en el Nuevo Estadio de Adana.
Estadios utilizados
| # | Estadio                | Años      | Capacidad |
| - | ---------------------- | --------- | --------- |
| 1 | Estadio Adana 5 Ocak   | 1954–2020 | 15,358    |
| 2 | Nuevo Estadio de Adana | 2021      | 33,500    |

## Palmarés
- Superliga de Turquía: 0
  - Subcampeón: 1

1980/81
- TFF Primera División: 2

1987/88, 2016

## Participación en competiciones de la UEFA
| Temporada | Torneo    | Ronda | Club                | Casa | Visita | Global |
| --------- | --------- | ----- | ------------------- | ---- | ------ | ------ |
| 1976/77   | Copa UEFA | 1     | SV Austria Salzburg | 2–0  | 0–5    | 2-5    |
| 1978/79   | Copa UEFA | 1     | Budapest Honvéd FC  | 2–2  | 0-6    | 2-8    |
| 1981/82   | Copa UEFA | 1     | Inter               | 1–3  | 1-4    | 2-7    |